# Nea Apollonia
Nea Apollonia (in greco Νέα Απολλωνία?), vicino all'antica città di Apollonia (Migdonia), è un ex comune della Grecia nella periferia della Macedonia Centrale di 4.137 abitanti secondo i dati del censimento 2001.
È stato soppresso a seguito della riforma amministrativa, detta Piano Kallikratis, in vigore dal gennaio 2011 ed è ora compreso nel comune di Volvi (Macedonia Centrale).